# 美萩野女子高等学校
美萩野女子高等学校（みはぎのじょしこうとうがっこう）は、福岡県北九州市小倉北区片野新町1丁目にある私立女子高等学校。学校法人美萩野学園が運営している。

## 沿革
- 1908年 - 私立勝山女学館として小倉市内に開校
- 1911年 - 小倉市堺町に移転
- 1923年 - 私立勝山高等女学館と改称
- 1927年 - 私立勝山高等女学校と改称
- 1940年 - 小倉市大字三萩野598番地に移転
- 1941年 - 勝山高等女学校と改称
- 1943年 - 小倉女子商業学校が発足
- 1947年 - 美萩野女子中学校が発足
- 1948年 - 勝山高等女学校と小倉女子商業学校を統合して美萩野女子高等学校が発足
- 1953年 - 商業科を設置
- 1955年 - 中学校を廃止
- 1971年 - 権堂義幸理事長就任
- 1975年 - 衛生看護科を設置
- 1983年 - 家庭科を廃止
- 1984年 - 衛生看護専攻科を設置
- 1996年 - 権堂憲幸理事長就任
- 2000年 - 商業科をOA科に改称
- 2007年 - 普通科に介護福祉コースを設置
- 2010年 - OA科をキャリア情報科に改称
- 2016年 - キャリア情報科を商業科と改称
- 2017年 - 権堂竹虎理事長就任
- 2020年 - 新制服の制定
- 2025年 - 新制服の制定

## 設置学科
- 普通科
  - 進学コース
- 商業科
- 看護科
- 看護専攻科

## 校訓
感謝 素直 奉仕

## 校歌
- 作詞：森英雄
- 作曲：

## 最寄り駅など
- JR九州 城野駅
- 北九州高速鉄道（北九州モノレール）片野駅
- 西鉄バス北九州片野新町一丁目バス停・城野駅前バス停

## 事件
2008年、1年生の生徒が同級生からネット上に「死ね」と書き込まれたのを苦に首をつって自殺した。
遺書に生徒は「『みんなに嫌われてるよ』などと何度も書かれた」「もう疲れました。我慢する意味が分かりません」などと記述。また生徒の父親は、同級生がネット上に「葬式出てやるけ　はよ死ね」「動脈切って死ねー」などと書き込んだとしている。
父親によると、学校からは2回、「いじめはなかった」などと報告を受けた。生徒は自殺する直前に入学後初めて学校を欠席していた。生徒はクラスで学級委員を務めており、明るく、イラストが得意で、リーダー的な存在だったという。福岡県警小倉南署は、書き込みをしたとして遺族から告訴されていた同級生を、侮辱と自殺関与の疑いで福岡地検小倉支部に書類送検した。

## 系列校
- 小倉日新館中学校
- 飯塚日新館中学校
- 飯塚日新館小学校
- 常磐高等学校 (福岡県)
- 高稜高等学校

## 有名出身者
- 小野綾子（歌手）

## 周辺
- 小倉競輪場（北九州メディアドーム）
- 北九州市民球場
- 三萩野庭球場
- 北九州中央郵便局
- 北九州市立三郎丸小学校
- 福岡県立小倉聴覚特別支援学校